# Religioni iraniche

L'area dell'Asia a cultura iranica.

Diverse religioni, conosciute nella storiografia e nell'antropologia come religioni iraniche sono sorte o si sono sviluppate nell'area dell'Asia occupata prevalentemente dall'Iran o Grande Iran, ovvero quel territorio prevalentemente abitato da popolazioni di lingua d'origine iraniana e caratterizzate da un sostrato culturale iranico.

## Preistoria

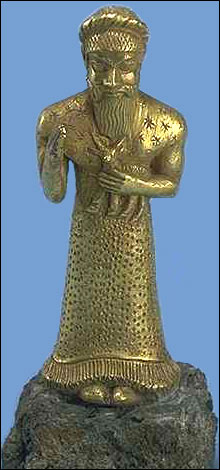
Statuetta di offerente barbato, dall'acropoli di Susa, XII secolo a.C. (Parigi, Louvre).

### Elamiti
L'area iraniana precedente all'invasione delle popolazioni ariane ospitava popolazioni da culti molto differenti da quelli successivi. In questa parte d'Asia si rinvengono un gran numero di reperti, anteriori alla diffusione delle religioni pagane tradizionali, che fanno pensare alla presenza di un culto della dea della fecondità. Sono state trovate diverse statuette femminili, simili a quelle diffuse in tutto in Mediterraneo ein Mesopotamia nel neolitico e nel calcolitico, che rappresentano una donna col seno scoperto. È probabile che tale divinità si sia poi evoluta, con lo sviluppo delle varie civiltà, nella dea Nana di Babilonia, Nahunte nell'Elam e Anahita, ovvero l'«Immacolata», nell'altopiano iranico. Un altro reperto, conservato al museo di Cincinnati, sembra figurare una processione di tre uomini, un vecchio, uno di mezza età ed un giovane, che adorano una divinità alata androgina a due volti, identificata come dio del tempo, da cui nascono due gemelli. Alcuni ipotizzano si tratti della prima elaborazione artistica del concetto di zervan (tempo), da cui nascerebbero i due opposti Ahura Mazdā e Arimane, che caratterizzerà lo Zurvanismo zoroastriano.

### Indoeuropei
La regione non aveva ancora assunto l'unità culturale e geografica che raggiungerà nei secoli successivi, perciò il territorio era soggetto ad influssi culturali diversi, uno quello mesopotamico e l'altro quello indo-europeo. Altre ipotesi riguardanti le religioni diffuse nell'Iran prima che si sviluppasse lo zoroastrismo, vogliono che si trattasse prevalentemente di culti politeistici, derivati probabilmente dalle religioni protoindiane. I principali elementi teologici che caratterizzavano l'epoca erano l'ahura, una classe di divinità di origine indoeuropea, i daeva, una sorta di divinità minori con caratteristiche spirituali, tutti definiti yazata, ovvero «degni di culto», o «degni di venerazione». Ogni divinità era propria di un clan o gruppo familiare che la adottava a protezione dei suoi membri e della sua unità e spesso vari gruppi di popolazioni scambiavano onori alle divinità di ognuno. Successivamente il termine daeva assunse un significato negativo, ma solo nello zoroastrismo (vedi Daēva). Non esistono testimonianze dirette di questi culti, tuttavia diversi autori ne hanno ricostruito alcune caratteristiche grazie alle tracce che essi hanno lasciato nell'Avestā.

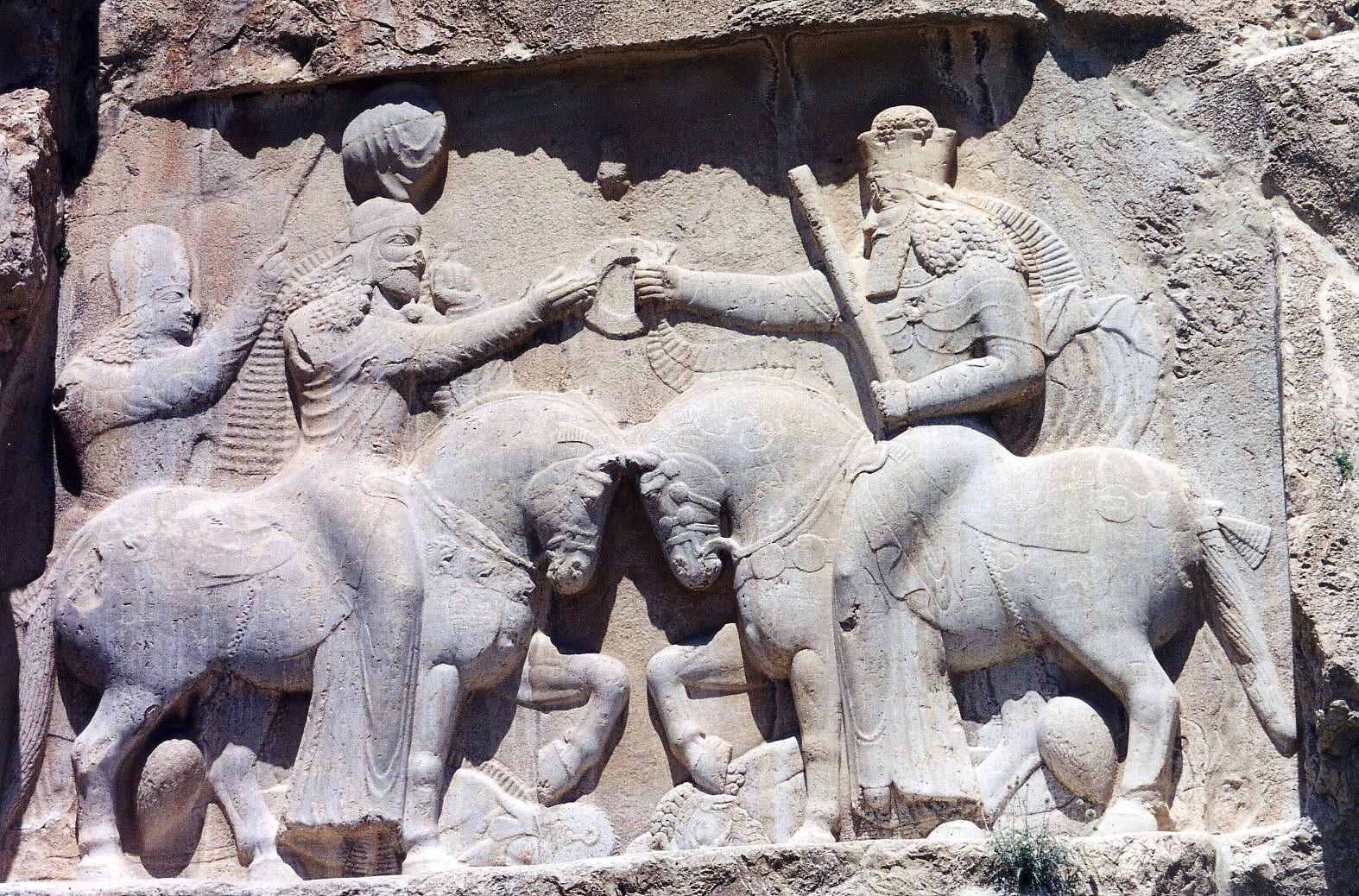
Ahura Mazda (a destra) che investe Ardashir I (sinistra) del titolo regale (Naqsh-e Rustam, III secolo).

## Età antica
Con la crescita del primo impero persiano sotto la dinastia degli Achemenidi lo Zoroastrismo iniziò a diffondersi in tutti i territori che finirono sotto la dominazione iranica, specialmente nell'area centrale del paese dove divenne religione di Stato. All'epoca era particolarmente diffuso come culto detto Zurvanismo, che perdurò fino all'età dei Sasanidi. L'aspetto di questa forma di Zoroastrismo era molto vicina quella del tao, perché la divinità principale, Ahura Mazdā non aveva ancora gli aspetti del dio creatore trascendente, ma era una divinità primordiale benigna opposta ad una malefica, entrambe subordinate all'ordine dello zurvan, ovvero il tempo. Una variante molto occidentalizzata dello Zoroastrismo fu il Mitraismo che secondo alcuni starebbe alla base di molte dottrine cristiane o ne sarebbe stato invece influenzato a sua volta nell'impero romano.

Con lo sviluppo del Cristianesimo nel Mediterraneo e nel Medio Oriente, in Iran gli influssi delle nuove correnti giudaiche furono recepiti e rielaborati dai Manichei e dai Mandei. I primi sono un gruppo religioso gnostico sorto nel I secolo che individuano come fondamento dottrinale il manda ḏ-hiia, ovvero la Conoscenza della Vita, un insieme di dottrine filosofiche e religiose fondate su un dualismo originario tra il bene e il male, su credenze astrologiche e esoteriche sulla morte e sulla resurrezione. Il Manicheismo, nato nel III secolo, è anche una forma di gnosticismo probabilmente influenzata dal Mandeismo: la teologia manichea si basa anch'essa su un dualismo originario in cui la forza del bene è rappresentata dal Padre della Grandezza, pīd ī wuzurgīh, massima divinità della luce e della giustizia.
Nel IV secolo dal Manicheismo si sviluppò il Mazdakismo, una dottrina filosofica che rielabora in chiave antropologica e sociale il dualismo cosmico dei manichei, che sviluppò una morale più umanistica, più attenta alle necessità quotidiane dell'uomo.

## Medioevo

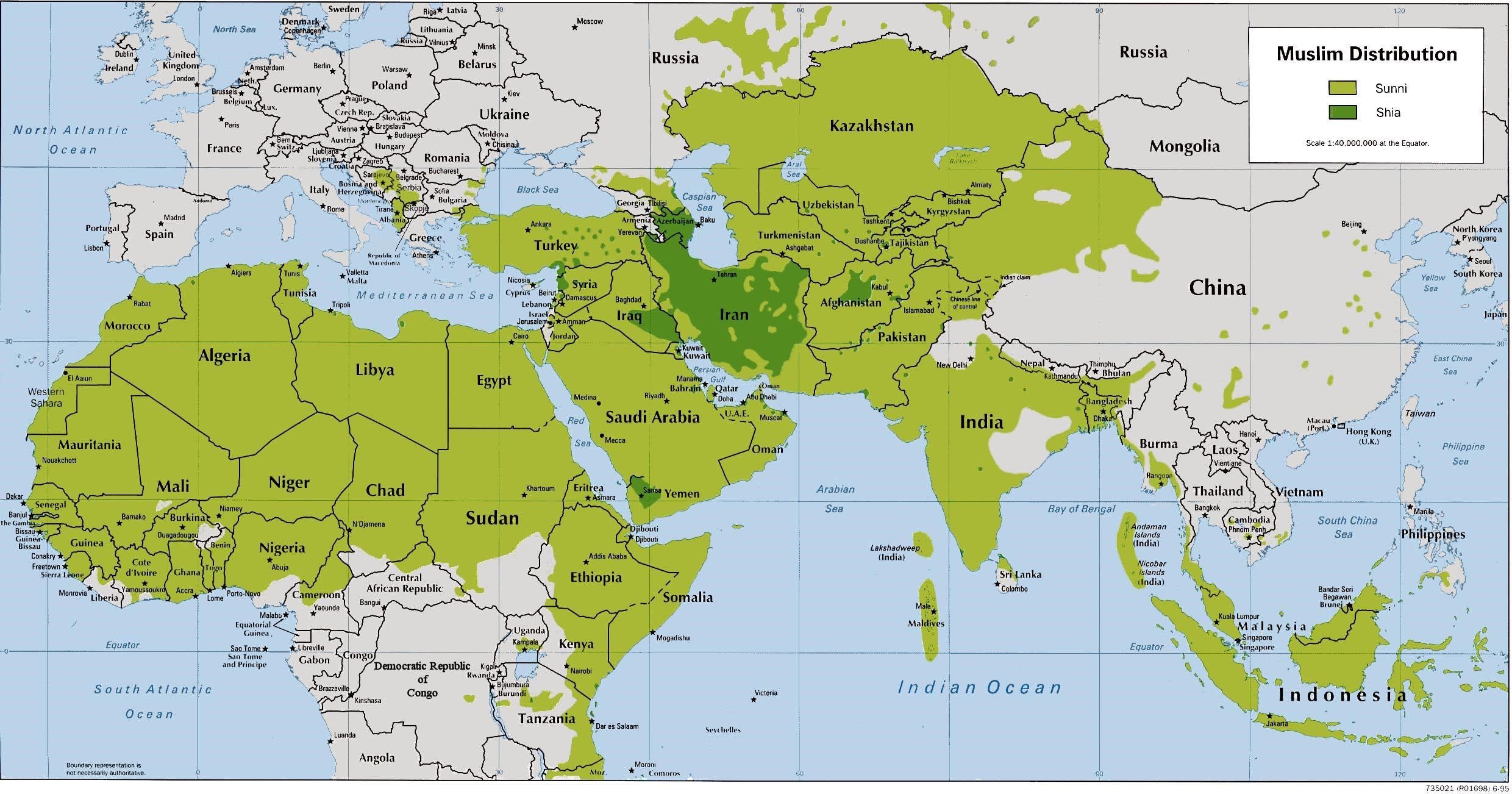
Sciiti e Sunniti nel mondo

Nel medioevo l'intero Iran fu convertito all'Islam e già dal primo contatto fra la nuova religione e la tradizione iraniana le popolazioni locali svilupparono delle concezioni peculiari con cui esprimevano l'appartenenza alla teologia coranica: dal misticismo persiano si sviluppò il Sufismo, che ritiene possibile una percezione spirituale diretta di Dio attraverso pratiche mistiche basate sull'amore divino e che comportano forme più o meno spinte di ascesi. Sempre in ambito islamico un insieme di culti e tradizioni minoritari confluirono nello yazidismo.

## Età moderna
Il Bahaismo è un movimento religioso sorto nel XIX secolo e il suo fondatore è stato Bahá'u'lláh (1817-1892), nobile persiano che per quarant'anni soffrì prigionia ed esilio, considerato dai bahai l'ultimo in ordine di tempo (ma non definitivo) profeta che è titolo dai bahá'í riservato a personaggi come Isaia, Daniele o Amos ed altri biblici. La fede Bahá'í è la più giovane tra le religioni organizzate. La comunità mondiale è costituita da una rete di consigli locali, nazionali ed internazionali. Ha un unico sistema di amministrazione globale, con consigli governativi elettivi in più di diciottomila località. Riconosciuta dall'ONU come organizzazione internazionale, la sede centrale è a Haifa sulle falde del monte Carmelo dove risiede la Casa Universale di Giustizia che è un consiglio formato da nove credenti eletti ogni cinque anni, con elezioni a scrutinio segreto e senza candidature da una convenzione internazionale di delegati di tutte le nazioni eletti a loro volta nelle nazioni con lo stesso metodo.